# Vatikánský kodex

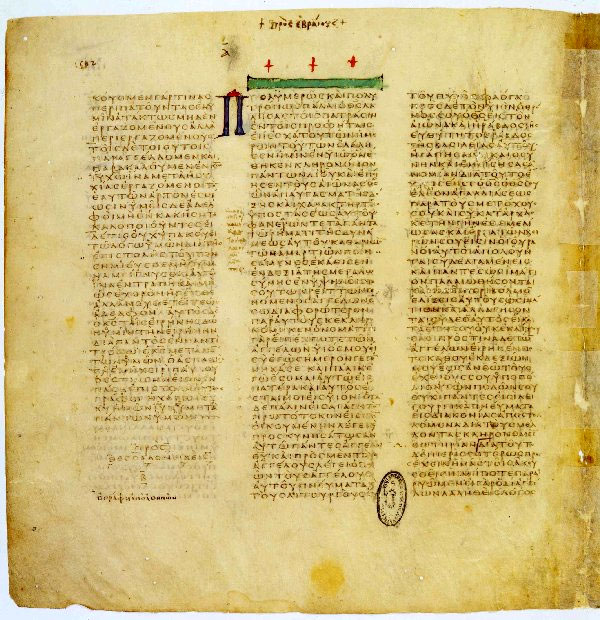
Stránka Vatikánského kodexu

Vatikánský kodex (Codex Vaticanus; Bibl. Vat., Vat. gr. 1209), označovaný obvykle písmenem B, je řecký pergamenový kodex pocházející z poloviny 4. století z Alexandrie. Své jméno má podle místa (Vatikánská knihovna), kde je od roku 1481 uložen. Skládá se z celkem 759 listů, z nichž 617 obsahuje text Starého a 142 Nového zákona. Ze Starého zákona však mnohé části chybí a Nový zákon končí veršem listu Židům 9,14. Každá strana je rozdělena do tří sloupců o 42 řádcích. Rozměry rukopisu jsou přesně čtvercové o straně 27,5 cm.
Z hlediska textové kritiky je Vatikánský kodex jedním z nejvěrnějších svědků novozákonního textu; jeho jediným soupeřem je v této oblasti Sinajský kodex.